# Vi ska bara leva klart
Vi ska bara leva klart var det första albumet från den svenska popgruppen Raymond & Maria. Skivan släpptes den 18 augusti 2004 och distribueras av Warner Music Sweden. Skivan inleds med Nej, gruppens andra singelskiva och följs av debutsingeln Ingen vill veta var du köpt din tröja. Därefter kommer Redan idag, vars musikvideo visats innan albumet släpptes.

## Låtlista
1. Nej
2. Ingen vill veta var du köpt din tröja
3. Redan idag
4. Ingenting för dig
5. De älskar dig
6. Min pappa
7. Det går aldrig att bli dum igen
8. Vi ska bara leva klart
9. Som
10. När jag blundar

## Listplaceringar
| Lista (2004) | Topplacering |
| ------------ | ------------ |
| Sverige      | 2            |

### Fotnoter
1. ↑  ”Listplacering”. Swedischarts. http://swedishcharts.com/showitem.asp?interpret=Raymond+%26+Maria&titel=Vi+ska+bara+leva+klart&cat=a. Läst 2 maj 2011.